# 7547-es mellékút (Magyarország)
A 7547-es számú mellékút egy közel tizenkét kilométer hosszú, négy számjegyű országos közút Zala vármegyében. Az ország egyik legkiterjedtebb erdei vasúti hálózatának kiindulási települését, Csömödért kapcsolja össze a 75-ös főúttal, feltárva közben az útjába eső kisebb településeket is.

## Nyomvonala
A 75-ös főútból ágazik ki, annak 50,550-es kilométerszelvénye táján, Nova központjában. Fő utca néven indul, déli irányban; nagyjából 700 méter után keletnek kanyarodik, de másfél kilométer megtétele után újból déli irányt vesz. 2,5 kilométer után lép Mikekarácsonyfa területére, ahol, a 3. kilométere után keresztezi a Kerta-patakot, majd 3,4 kilométer elérése előtt nem sokkal beletorkollik a 7546-os út, bő 6,7 kilométer megtételét követően. Ugyanitt áthalad a település nyugati szélén, elhalad a helyi temető mellett, majd 3,5 kilométer után újból kicsit keletebbi irányba tér. Ez viszont csak 3-400 méterig tart: ott beletorkollik egy önkormányzati út a falu központja felől, és újból déli irányt vesz.
4,7 kilométer után átlép Zebecke területére, ahol előbb a Major puszta nevű külterületi községrész mellett húzódik, majd 5,1 kilométer után beér a község házai közé. 5,8 kilométer után már ki is lép a belterületről, ezen a nagyjából 700 méteres szakaszon a települési neve Petőfi Sándor út. A 6,250-es kilométerszelvénye közelében éri el Kissziget határát és ugyanott torkollik bele a 7548-as út Ortaháza felől, alig két kilométer megtétele után. Itt nagyjából délnyugati irányt követ, a község belterületét 7,9 kilométer után éri el, települési neve Fő út.
Kilencedik kilométere után lép ki az előbbi község házai közül, majd 150-200 méterrel arrébb keresztezi a Kisszigeti-patak folyását. A 9,750-es kilométerszelvénye közelében érkezik Csömödérre, a település házai közé pedig 10,4 kilométer után lép be. Rákóczi út néven húzódik, itt szinte pontosan nyugati irányban; a 10,850-es kilométerszelvényénél egy újabb patakot keresztez, közvetlenül előtte pedig kiágazik belőle dél felé a 75 327-es út, ez a Rédics–Zalaegerszeg-vasútvonal Csömödér-Páka vasútállomására vezet; ugyanonnan indulnak ki a Csömödéri Állami Erdei Vasút vágányai is. Egy széles deltájú csomópontban találkozik a 7537-es úttal, kicsivel annak 22. kilométere után, és ott véget is ér; a delta mintegy 150 méter hosszú, keleti ága önállóan számozódik, 75 804-es számmal.
Teljes hossza, az országos közutak térképes nyilvántartását szolgáló kira.gov.hu adatbázisa szerint 11,594 kilométer.

## Települések az út mentén
- Nova
- Mikekarácsonyfa
- Zebecke
- Kissziget
- Csömödér